# Eliana Cargnelutti
Eliana Cargnelutti (* 28. července 1989 Udine) je italská zpěvačka a kytaristka, nejvíce známá jako členka ženské Deep Purple tribute kapely Strange Kind Of Women.

## Životopis
Vystudovala jazzovou konzervatoř v italském městě Ferrara, je vítězkou bluesové soutěže v Pordenone a v roce 2010 získala titul nejlepšího rozvíjejícího se italského bluesového instrumentalisty na „Oscar blues 2013“ v Modeně. V roce 2015 byla zmiňována mezi nejlepšími mezinárodními bluesrockovými kytaristkami na „American Jimi Awards“ a americkým časopisem „Blues-E-News“ nominována mezi nejlepších pět kytaristek roku.
Její první CD s názvem „Love Affairs“ vyšlo v listopadu 2013 u italského vydavatelství „Videoradio“. Účinkuje na něm mnoho hostujících hudebníků, jako Scott Henderson, Enrico Crivellaro, W.I.N.D a další.
Druhé CD s názvem „Electric Woman“ bylo vydáno v lednu 2015 německou značkou „Ruf Records“.
Součástí její diskografie je také CD „Girls with guitars 2015“, nahrané společně s Heather Crosse a Sadie Johnson.
V současné době hraje se svou bluesrockovou skupinou „Eliana Cargnelutti Band“, dále pak s jedinou ženskou Deep Purple tribute kapelou na světě „Strange Kind Of Women“ a s novozélandskou punkovou kapelou „Blue Ruin“, dále pak s cover kapelou „Living Dolls“ a s akustickým triem „3PLAY“.

## Diskografie
- Love Affairs (2013) Videoradio
- Electric Woman (2015) Ruf Records
- Girls with guitars 2015 (2015) Ruf Records
- Aur (2021)